# Papieska Akademia im. św. Tomasza z Akwinu
Papieska Akademia im. św. Tomasza z Akwinu (z łac. Pontificia Academia Sancti Thomae Aquinatis) – watykańska akademia utworzona 15 października 1879 roku przez papieża Leona XIII. 

## Historia i cele
Pierwszym pierwszym prefektem utworzonej w 1879 był kardynał Giuseppe Pecci (1879-1890), znany Tomista. Akademia znalazła się wśród kilkunastu przedsięwzięć fundowanych przez tomistów m.in. w takich miastach jak: Bolonia, Freiburg (Szwajcaria), Paryż. Akademia została zatwierdzona przez Piusa X w liście apostolskim z 23 stycznia 1904 roku i powiększona przez Benedykta XV 31 grudnia 1914 roku. Jan Paweł II zreformował Akademię 28 stycznia 1999 roku, pisząc o tym w liście apostolskim Inter munera Academiarium, wydanym krótko po jego encyklice Fides et Ratio.
Akademia mieści się na Casina Pio IV w Watykanie.
Obecnym prezydentem Papieskiej Akademii im. św. Tomasza z Akwinu jest Serge-Thomas Bonino OP,  który zastąpił Lluísa Clavell z Opus Dei. Wśród dzisiejszych członków znajdują się:  Romanus Cessario O.P., Lawrence Dewan O.P., Leo Elders S.V.D., Russell Hittinger, Ralph McInerny, Piotr Roszak i John F. Wippel.